# Mástil fotónico

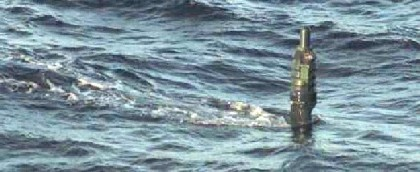
Un mástil fotónico a bordo de un submarino clase Virginia

Un mástil fotónico (o mástil optrónico) es un sensor en un submarino que funciona de manera similar a un periscopio sin necesidad de un tubo periscópico, liberando espacio de diseño durante la construcción y limitando los riesgos de fugas de agua en caso de daños. Un mástil fotónico reemplaza el sistema mecánico de visualización de línea de vista con equipo digital, similar a una matriz de cámara digital , y tiene menos limitaciones de ubicación y dimensión que un periscopio tradicional. 
La Royal Navy probó un mástil optrónico en la Trafalgar- clase HMS Trenchant en 1998. Los barcos de la clase Astute, actualmente en construcción a partir de 2012, cada uno tiene dos mástiles optrónicos fabricados por Thales Optronics .

## Ventajas

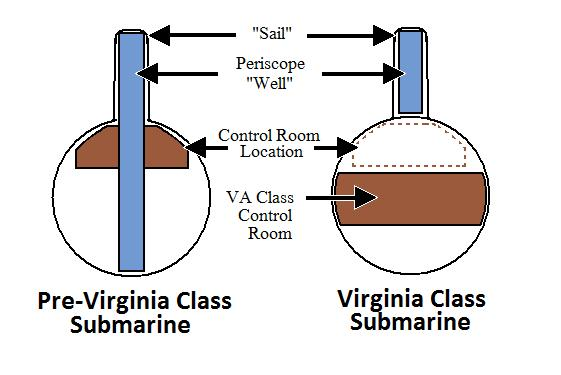
Comparación en diseño del pozo del periscopio clásico y el fotónico.

A diferencia de un periscopio no necesita ubicarse directamente sobre su usuario, y solo requiere una pequeña penetración del casco de presión para el cableado. Esto permite que el mástil fotónico se ajuste completamente dentro de la vela del submarino y significa que la sala de control no necesita colocarse directamente debajo de la vela.
Un mástil fotónico opera levantándose sobre el agua de manera similar a una antena de automóvil telescópica y proporciona información a través de una serie de sensores, como cámaras termográficas y de baja iluminación de alta definición . Las imágenes y la información pueden aparecer en los paneles de visualización para su análisis. El mástil de fotónica también puede soportar las funciones de navegación, guerra electrónica y comunicaciones de un mástil de periscopio óptico convencional.

Según la U.S. Navy:

En las embarcaciones de la clase Virginia , los periscopios tradicionales han sido suplantados por dos mástiles fotónicos que alojan cámaras digitales en color, en blanco y negro de alta resolución e infrarrojas sobre brazos telescópicos. Con la eliminación de los periscopios del cañón, la sala de control de los barcos se ha movido hacia abajo una cubierta y lejos de la curvatura del casco, lo que le da más espacio y una disposición mejorada que proporciona al oficial al mando una concienciación situacional mejorada.

## Uso por la Armada de los Estados Unidos
En 2004, la Armada de los Estados Unidos comenzó a instalar mástiles fotónicos para submarinos clase Virginia.

Según los EE. UU. Navy:

En las embarcaciones de la clase Virginia , los periscopios tradicionales han sido suplantados por dos mástiles fotónicos que alojan cámaras digitales en color, en blanco y negro de alta resolución e infrarrojas sobre brazos telescópicos.